# João Pereira Dâmaso
João Pereira Dâmaso (Ribeira Grande, 14 de maio de 1867 — Ponta Delgada, 18 de abril de 1930) foi um sacerdote católico, intelectual e publicista, cónego com ónus de ensino no Seminário Episcopal de Angra e colaborador assíduo e combativo na imprensa católica.